# Euffigneix
 Euffigneix  es una población y comuna francesa, en la región de Champaña-Ardenas, departamento de Alto Marne, en el distrito de Chaumont y cantón de Chaumont-Nord.

## Demografía
| 161 | 164 | 230 | 311 | 302 | 298 |
| Para los censos de 1962 a 1999 la población legal corresponde a la población sin duplicidades (Fuente: INSEE [Consultar]) |     |     |     |     |     |